# Parafia św. Józefa Rzemieślnika w Gliniku Polskim
Parafia św. Józefa Rzemieślnika w Gliniku Polskim − parafia rzymskokatolicka znajdująca się w diecezji rzeszowskiej w dekanacie Jasło Wschód. Parafię erygowano dnia 11 sierpnia 1976 roku.
Terytorium parafii obejmuje Glinik Polski i Nowy Glinik.